# كلوريد الأنيسويل
كلوريد الأنيسويل (بالإنجليزية: Anisoyl chloride )‏ (أيضاً يُسمّى كلوريد ميثوكسي البنزويل) هو هاليد الأسيل ، على وجه التحديد كلوريد الأسيل العطري ، وقد يتكون من حمض الأنيسيك عن طريق استبدال مجموعة الهيدروكسيل بمجموعة الكلوريد . هناك ثلاث متماكبات «أيزومرات» ، هيئة أورثو ، ميتا ، و البارا .